# 日本イルミネーション振興協会
特別非営利活動法人日本イルミネーション振興協会（the Japan Illumination Promotion Association、英語略称JaIPA（ジャイパ））は、イルミネーションメーカー等を会員とする業界団体。

## 協会目的
この法人は健全なイルミネーションの発展を通じ、すべての人々に対して安全かつ、高品位なイルミネーション照明の技術研究および情報の提供を行なうと共に、これらの事業の推進をもって社会貢献に寄与することを本旨とする。イルミネーション照明を通じて文化の向上に務め、良好なイルミネーションの発展と安全なイルミネーション照明の技術普及により豊かな社会の創造に貢献することを目的とする。

## 事業活動
イルミネーションに関する事業
1. 器具の品質研究・安全技術開発事業
2. 施工の品質研究・安全技術開発事業
3. 設計の品質研究・安全技術開発事業
4. 関連事業の情報提供および周知事業
5. 関連事業の公正な知的所有権の確立事業
6. 関連機器製品の開発研究および市場化事業
7. イルミネーション照明に科学・文化等の開発、研究事業
8. イルミネーション照明導入の推進・サポート事業
9. イルミネーション照明文化の想像・保存と普及にかかる事業
10. エコロジー・環境関連技術の調査・開発・研究・普及事業
11. これから派生する関連事業

その他の事業
1. ルミネーション照明関連製品の販売事業
2. イルミネーション照明関連工事の施工事業
3. イルミネーション照明関連にかかるデザイン、設計事業
4. 関連イベント開催事業
5. 関連機器・用品設計・制作事業
6. 関連情報氏、電子書籍等の製作、出版、頒布事業
7. これから派生する関連事業

## 沿革
- 2015年（平成27年）12月 発起人会発足
- 2016年（平成28年）6月 特別非営利活動法人日本イルミネーション振興協会発足

## 所在地
東京都品川区東品川5-6-11

## 会員企業
- 株式会社エフェクトメイジ
- 株式会社メビウス
- スパークリングライツ株式会社
- 株式会社アイガッシュ
- 有限会社アミューズ
- 株式会社モデスト
- やまと興業株式会社
- 株式会社ラセンス
- 株式会社エリートライティング
- ララクレール株式会社
- 株式会社タットム
- 株式会社白井電気商会

## 役員・理事
- 代表理事：森強（株式会社メビウス）
- 理事：久間啓司（スパークリングライツ株式会社）
- 理事：加地雅和（株式会社アイガッシュ）
- 理事：諏訪真（有限会社アミューズ）
- 理事：勝亦禧順（株式会社モデスト）
- 理事：寺田英男（やまと興業株式会社）
- 理事：兼子慎平（株式会社ラセンス）
- 理事：海老原秀樹（株式会社エリートライティング）
- 理事：芦木浩隆（ララクレール株式会社）
- 理事：小林諭（株式会社タットム）
- 理事：寶田圭太（株式会社白井電気商会）
- 幹事：鈴木哲雄（オフィスフーデックス）